# Řeka (album)
Řeka je studiové album české zpěvačky Lenky Dusilové, vydané v listopadu 2020 společností Animal Music. Jeho producentem byl majitel vydavatelství Petr Ostrouchov, koproducenty pak Dusilová a Aid Kid. Většinu alba nahrál Milan Cimfe ve studiu Sono v Nouzově od ledna do září 2020. Dusilová je autorkou hudby a spoluautorkou některých textů, jiné napsaly mj. zpěvačka Dorota Barová (její text Dusilová zpívá v polštině), polská básnířka Małgorzata Lebda (přeložený do češtiny Bogdanem Trojakem) a básnířka Irma Geisslová. Na albu se podílela řada hudebníků, v závěrečné písni hostují zpěvačky Monika Načeva a Iva Bittová. Album vyšlo na CD i na gramofonové desce. Dostalo se mu kladného přijetí od kritiky a Dusilová za něj dostala cenu Anděl (píseň „Vlákna“ se dále stala skladbou roku).

## Seznam skladeb
| Pořadí         | Název                          | Hudba                         | Text                                                | Délka |
| -------------- | ------------------------------ | ----------------------------- | --------------------------------------------------- | ----- |
| 1.             | Białe konie                    | Lenka Dusilová                | Dorota Barová                                       | 6:57  |
| 2.             | Vojsko                         | Lenka Dusilová                |                                                     | 6:23  |
| 3.             | Panenka Maria: sádrové lepidlo | Lenka Dusilová                | Małgorzata Lebda, překlad Bogdan Trojak             | 5:09  |
| 4.             | DNA                            | Lenka Dusilová                | Lenka Dusilová, Martin Evžen Kyšperský              | 6:51  |
| 5.             | Vlákna                         | Lenka Dusilová                | Jakub König, Lenka Dusilová, Martin Evžen Kyšperský | 4:50  |
| 6.             | Tremolo                        | Lenka Dusilová                |                                                     | 6:53  |
| 7.             | Řeka                           | Lenka Dusilová                | Lenka Dusilová, Martin Evžen Kyšperský              | 7:50  |
| 8.             | Hlubina                        | Lenka Dusilová                |                                                     | 3:58  |
| 9.             | Insomnia                       | Lenka Dusilová                | Lenka Dusilová, Martin Evžen Kyšperský              | 5:18  |
| 10.            | Tma                            | Lenka Dusilová, Monika Načeva | Irma Geisslová, Dorota Barová                       | 13:59 |
| Celková délka: | Celková délka:                 | Celková délka:                | Celková délka:                                      | 68:26 |

## Obsazení

### Hudebníci
- Lenka Dusilová – zpěv, efekty, kytary, klávesy, smyčky
- Roman Vícha – bicí, perkuse
- Miloš Dvořáček – bicí
- Martin Brunner – klávesy
- Matěj Belko – baskytara, kytara, klávesy
- Vojtěch Procházka – klávesy
- Petr Ostrouchov – kytary, elektronické bicí, perkuse, vibrafon, marimba, klávesy, harfa, zpěv
- Aid Kid – klávesy, zvuky, programování
- Jiří Slavík – kontrabas, housle, viola, violoncello
- Marcel Bárta – saxofony, basklarinet, zpěv
- Thomas Bloch – skleněná harmonika, cristal baschet
- Iva Bittová – zpěv
- Monika Načeva – zpěv
- Dorota Barová – zpěv, violoncello
- Beata Hlavenková – klavír
- Josef Štěpánek – pedálová steel kytara, lap steel
- Oskar Török – trubka
- Milan Cimfe – perkuse, zpěv
- Viliam Béreš – vokální samply
- Concept Art Orchestra – dechy

### Technická podpora
- Petr Ostrouchov – produkce, mix
- Milan Cimfe – nahrávání, mix
- Aid Kid – mix, koprodukce
- Lenka Dusilová – koprodukce
- Pavel Karlík – mastering